# Kitwe
Kitwe er en by i den centrale/nordlige del af Zambia, der med et indbyggertal på 625.000 (2022) er landets tredjestørste by. Byen ligger tæt på grænsen til nabolandet Demokratiske Republik Congo og er blandt andet kendt for sin minedrift af kobber.